# کلودیا پاسینی
کلودیا پاسینی (انگلیسی: Claudia Pasini; ۲ مارس ۱۹۳۹ – ۲۳ سپتامبر ۲۰۱۵) ورزشکار شمشیربازی اهل ایتالیا بود.
وی در مسابقات کشوری و بین‌المللی در مجموع برندهٔ ۱ مدال برنز شده‌است.